# Лужана
Лужана — река в Молоковском районе Тверской области России, левый приток Белой.
Начинается у деревни Деревеньки Молоковского сельского поселения, течёт на юг, у пгт Молоково сворачивает на запад, затем на северо-запад и впадает в Белую в 2,3 км от её впадения в Мелечу. Длина реки составляет 12 км. Крупных притоков нет.
Возле посёлка Молоково на реке сооружена плотина.

## Данные водного реестра
По данным государственного водного реестра России относится к Верхневолжскому бассейновому округу, водохозяйственный участок реки — Молога от истока и до устья, речной подбассейн реки — Реки бассейна Рыбинского водохранилища. Речной бассейн реки — (Верхняя) Волга до Куйбышевского водохранилища (без бассейна Оки).
Код объекта в государственном водном реестре — 08010200112110000005477.